# World Series 1994
Die World Series 1994 war die geplante Meisterschaftsserie der Major League Baseball (MLB) in der Saison 1994. Sie wurde aufgrund eines Streiks der MLB Players Association abgesagt. Die Absage war das zweite Mal (und bis heute das letzte Mal), dass eine World Series in einer Saison nicht ausgetragen wurde und das erste Mal seit 1904.

## Abgesagte Playoffs
Dies sollte das erste Jahr eines erweiterten Playoff-Systems mit acht Teams sein, bei dem die American League (AL) und die National League (NL) zu Beginn der Saison 1994 jeweils in drei Divisionen (Ost, Mitte und West) neu aufgeteilt wurden und in jeder Liga ein Wildcard-Platz hinzukam. Der NL-Meister sollte dann in der World Series 1994 den Heimvorteil erhalten, basierend auf einer jährlichen Rotation, die bis Mitte der 1930er Jahre zurückreichte und bei der die World Series in geraden Jahren in einer NL-Stadt und in ungeraden Jahren in einer AL-Stadt eröffnet wurde. Da die Playoffs abgesagt wurden, trat das neue Playoff-System erst in der Playoff-Saison 1995 in Kraft und die jährliche Rotation der World Series (die bis 2003 fortgesetzt wurde) wurde dann umgekehrt, sodass der Heimvorteil für die World Series 1995 dem NL-Meister zugewiesen wurde.